# 페이블 (영화)
"페이블"(일본어: ザ・ファブル)은 일본에서 제작된 에구치 칸 감독의 2019년 영화이다.

## 출연
- 오카다 준이치 - 사토 아키라 / 페이블 역
  - 미나미데 료카 - 어린 페이블 역
- 키무라 후미노 - 요코 역
- 야마모토 미즈키 - 미사키 역
- 후쿠시 소우타 - 후도 역
- 야기라 유야 - 코지마 역
- 무카이 오사무 - 스나가와 역
- 키무라 료 - 코드 역
- 이노와키 카이 - 쿠로 역
- 요시이 마사오 - 카이누마 에츠지 역
- 카토 토라노스케 - 카자마 역
- 아와시마 즈이마로 - 마츠자와 역
- 록카쿠 세이지 - 바 마스터 역
- 모로 모로오카 - 점장 역
- 후지모리 신고 - 카와이 유키 역
- 미야가와 다이스케 - 자칼 토미오카 역
- 사토 지로 - 타코다 역
- 미츠이시 켄 - 하마다 역
- 야스다 켄 - 에비하라 역
- 사토 코이치 - 보스 역